# Adam Thorén

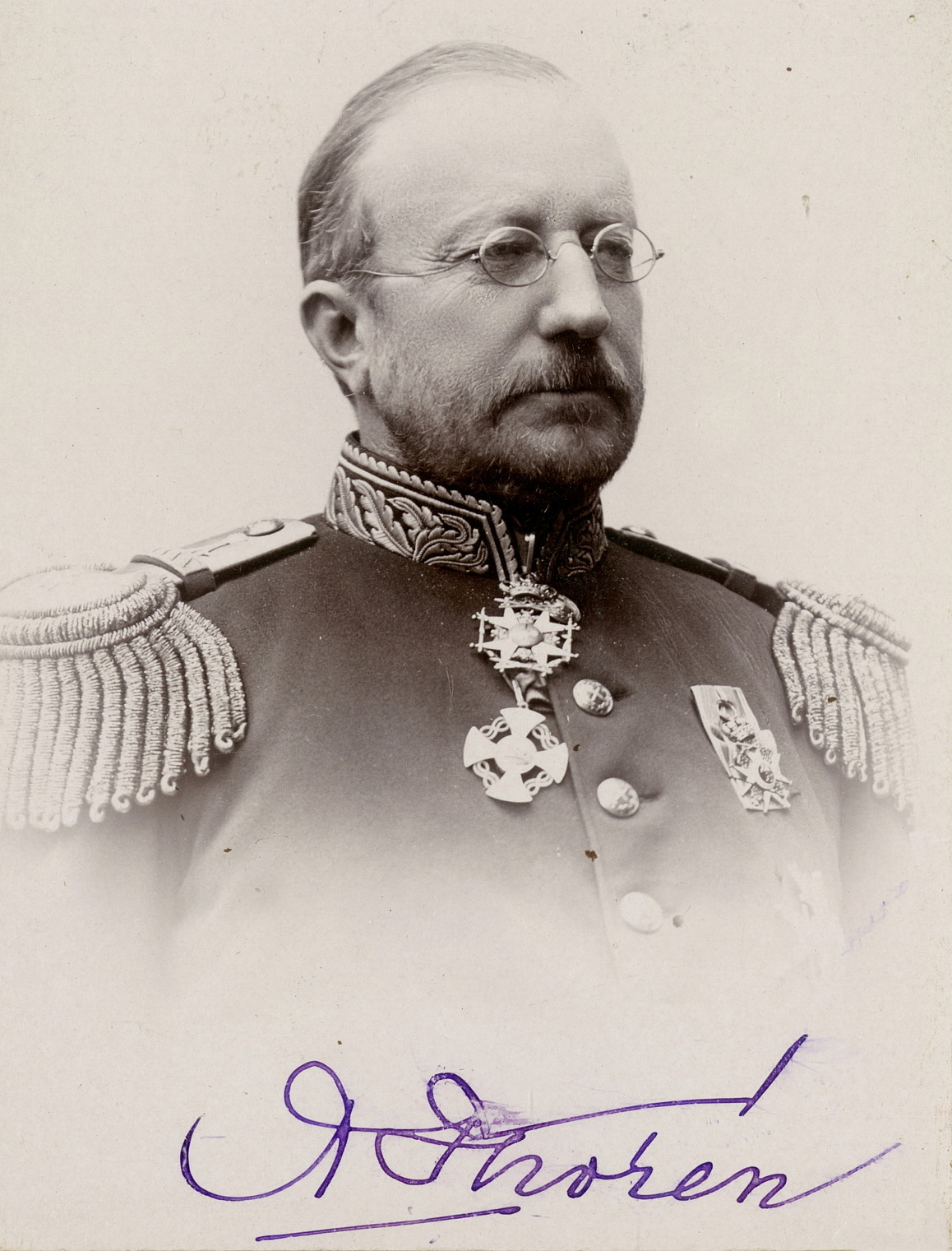
Adam Thorén.

Adam Anders Thorén, född den 26 december 1835 i Göteborg, död den 4 december 1907 i Stockholm, var en svensk militär. Han var far till Hjalmar och Sven Thorén.
Thorén blev underlöjtnant vid Älvsborgs regemente 1855, löjtnant i armén och generalstabsofficer  1863 samt löjtnant vid regementet 1864. Han blev ordonnansofficer hos hertigen av Dalarna 1867 och adjutant 1871. Thorén befordrades till kapten i armén 1870 (vid Generalstaben 1873). Han var stabschef vid Andra militärdistriktet 1873–1878. Thorén blev major vid Generalstaben 1875, överstelöjtnant vid Kalmar regemente 1880 (i Generalstaben 1880, vid Generalstaben 1881). Han var souschef i Lantförsvarsdepartementets kommandoexpedition 1879–1880, chef där 1880–1886 samt överste och chef för Älvsborgs regemente 1886–1892. Thorén befordrades till generalmajor i armén 1892. Han var generalintendent och chef för Arméförvaltningens intendentsdepartement samt chef för Intendenturkåren 1892–1896 och erhöll avsked ur krigstjänsten 1897. Thorén var medlem av Sällskapet Idun. Han blev ledamot av andra klassen av Krigsvetenskapsakademien 1874 och ledamot av första klassen 1892. Thorén blev riddare av Svärdsorden 1876, kommendör av andra klassen av samma orden 1890 och kommendör av första klassen 1892. Han vilar på Norra begravningsplatsen utanför Stockholm.